# La Femme fidèle
La Femme fidèle est une comédie en un acte et en prose de Marivaux représentée pour la première fois  les dimanche 24 août et lundi 25 août 1755 au théâtre de Berny, pour la fête du comte de Clermont.
Composée à une époque où on jouait partout la comédie de société, la Femme fidèle le fut, avec la Provinciale, à la demande du comte de Clermont, fils du grand Condé, qui avait été tour à tour abbé et général d’armée, homme d’esprit qui eut la fantaisie, en 1754, de se faire recevoir membre de l’Académie française. Comme on jouait souvent la comédie à ses châteaux de la Roquette et de Berny, il demanda quelques petites pièces inédites à Marivaux qui composa la Femme fidèle et la Provinciale.
La Femme fidèle fut longtemps considérée comme perdue avant d’être retrouvée dans un recueil de rôles manuscrit conservé à la bibliothèque de l'Arsenal.

## Personnages
- Le Marquis.
- La Marquise, sa femme.
- Madame Argante, mère de la Marquise.
- Dorante.
- Frontin, valet du Marquis.
- Lisette, femme de Frontin.
- Jeannot, amant de Lisette.
- Colas, jardinier du Marquis.

## L’intrigue
Un mari a été dix ans captif, avec son valet Frontin, chez les Maures d’Alger. Il revient, couvert de haillons, fort inquiet de l’accueil qu’il trouvera, se demandant si la marquise, sa femme, est toujours veuve et fidèle. Ils rencontrent le jardinier Colas auquel ils disent qu’ils viennent apporter à la marquise des nouvelles de son mari longtemps captif avec eux en Algérie. Ils sont rencontrés par le jardinier Colas à qui ils annoncent la mort du marquis. Ils viennent s’acquitter d’une commission.

Lorsque Colas finit par reconnaitre le marquis et Frontin, il laisse éclater sa joie et veut publier partout la bonne nouvelle, mais le marquis le calme et lui demande le secret. Il veut, à l’aide de son déguisement, savoir si la marquise l’aime encore. En effet, le marquis a appris dans le village qu’elle est sur le point de se remarier. Colas lui explique comment elle a pleuré le marquis de nombreuses années avant de se rendre aux avances d’« un grand monsieur qui en fut affolé dès qu’il l’envisagit ». Voyant sur ces entrefaites arriver la marquise avec Dorante, son futur mari, et madame Argante, sa mère, le marquis se retire. Frontin demande à la marquise si elle veut recevoir un captif rendu à la liberté et qui lui apporte des nouvelles du mari défunt. La marquise fait le reproche au marquis de s’être arrêté au village au lieu d’être venu tout droit au château. Madame Argante, revêche, impérieuse, d’une brusquerie désobligeante, n’a pas cet abord bienveillant. Elle s’emporte contre l’intrus, dont l’arrivée peut changer les dispositions de la marquise, mais sa fille défend vivement le porteur de nouvelles qui lui donne alors un portrait de la marquise, pieusement conservé par le captif et que les Maures n’ont pas eu la cruauté de lui arracher. Indisposée par l’émotion, la marquise se retire en donnant des ordres pour que le captif libéré demeure quelques jours au château.

Le départ de la marquise laisse Mme Argante et le marquis en présence, avec le prétendu fort ennuyé. L’aigre despotisme de Mme Argante se débat contre les accès d’humeur de Dorante et les explications railleuses que fournit le marquis. On circonvient celui-ci, on le flatte, on l’implore, on le menace de le faire arrêter comme aventurier et comme vagabond. Il se retire, en riant de ces colères. En désespoir de cause, les deux alliés, la mère et le prétendu, se rabattent sur Frontin ; ils essayent de le faire causer et lui donnent de l’argent, qu’il empoche sans rien dire de compromettant. Mais, tandis que l’honnête valet défend au mieux les intérêts de son maître, il apprend que les siens propres sont dans un fâcheux état : lui aussi espérait trouver sa « veuve » Lisette, inconsolable et fidèle. Hélas, plus oublieuse que la marquise, elle s‘est consolée des ennuis du veuvage près d’un certain Scapin.

Lorsqu'enfin le marquis et la marquise sont en présence, cette dernière insiste pour être instruite de tout ce qui est arrivé à son mari. Le captif commence par dire qu’il ne veut plus faire ses révélations à la marquise car « M. le marquis ne l’a adressé qu’à un cœur qui se serait conservé pour lui. » La marquise proteste de ses sentiments : elle ne trahit pas le marquis car elle l’aime toujours. Elle n’est que reconnaissante de tous les services sans nombre que lui a rendus Dorante et elle l’épouse parce qu’il lui a fait pitié. De surcroit, elle ne s’est rendue aux sollicitations de sa mère, tombée malade, qu’après avoir reçu d’Alger un nouveau certificat de la mort du marquis. Le marquis remet alors à la marquise une lettre qui lui apprend que le marquis n’est peut-être pas mort. C’en est assez pour que la marquise déclare rompre net tout projet de mariage. Le captif lui révèle ensuite que le marquis est là et veut la voir. La marquise se mourant de joie à cette perspective, le marquis ôte sa barbe et se jette aux genoux de la marquise. Mme Argante doit faire contre mauvaise fortune bon cœur. Dorante se retire, et Frontin, philosophe, pardonne à l’oublieuse Lisette.

## Source
- Jean Fleury, Marivaux et le marivaudage, Paris, Plon, 1881, p. 365-71.
- Gustave Larroumet, Marivaux, sa vie et ses œuvres, Paris, Hachette, 1894, p. 284-91.